# Mesopotamichthys sharpeyi
Mesopotamichthys sharpeyi ist eine Fischart aus der Familie der Karpfenfische (Cyprinidae), die im Nahen Osten im Stromgebiet von Euphrat und Tigris  und den Marschen im Mündungsgebiet der beiden Flüsse vorkommt.

## Merkmale
Die Fische können eine Maximallänge von 55 cm und ein Maximalgewicht von 4 kg erreichen, sind schlank und grünlich, hellbraun oder goldbraun gefärbt mit einer silbrigen oder gelbbraunen Bauchseite. Der Rand der Schuppen ist dünn und erscheint dadurch heller. Die Flossen sind rotbraun und dunkler als der Körper. Die Augen sind bräunlich-orange, silbrig oder schimmern golden. Das Peritoneum ist schwarz. Charakteristisch für Mesopotamichthys sharpeyi ist das Fehlen von Barteln und relativ große Schuppen. Der letzte, unverzweigte Rückenflossenstrahl ist dünn, nicht vollständig verknöchert, flexibler und ungesägt ist. Das Maul ist leicht unterständig; die Lippen sind gut ausgebildet aber nicht fleischig. Weibchen sind bei gleichem Alter in der Regel etwas größer als die Männchen.
- Flossenformel: Dorsale 4/7-8, Anale 2-3/4-5, Pectorale 13-19, Ventrale 8.
- Schuppenformel: 29-37.
- Zahnformel der Schlundzähne: 2,3,5-5,3,2.
- Kiemenrechen: 13-19.
- Wirbel: 38-42.
- Chromosomensatz: 2n=98.

## Lebensweise
Mesopotamichthys sharpeyi unternimmt oft Wanderungen zwischen den Strömen und den Sümpfen im angrenzenden Marschland. Wird es in den Sümpfen zu heiß und der Wasserstand wird zu flach, so wandern die Fische zurück in die Flüsse oder gehen in tiefere Bereiche der Sümpfe. Die Art ist weitgehend herbivor. Jungfische fressen Fadenalgen, sowie einzellige Kieselalgen und Chlorophyceae, adulte Fische ernähren sich von Detritus und von höheren Pflanzen, darunter Laichkräuter, Schwimmfarne, Teichrosen und Schilfrohr. Copepoden und Mollusken werden nur zufällig beim Abweiden von Fadenalgen, Kieselalgen und Detritus aufgenommen. Die Fische vermehren sich im Frühling in Seen, Sümpfe oder in den Unterläufen der Flüsse. Beim Laichen geben die Weibchen 10.000 bis über 150.000 Eier ab. Die gelben Eier sind mit einem Durchmesser von 1,7 bis 2 mm relativ groß. Die Fische können 6 bis 8 Jahre alt werden.

## Systematik
Die Fischart wurde im Jahr 1874 durch den deutschen Naturforscher Albert Günther unter der Bezeichnung Barbus sharpeyi erstmals wissenschaftlich beschrieben. Terra typica ist der Tigris in der Nähe von Bagdad. Der serbische Biologe Madlen Stanko Karaman führte im Jahr 1971 für die Art die Gattung Mesopotamichthys, die seitdem monotypisch geblieben ist. Von Barbus unterscheidet sich Mesopotamichthys vor allem durch die Form des Tränenbeins und das sensorische System auf diesem Knochen. Barbus faoensis, 1896 ebenfalls von Günther beschrieben, mit Faw als Terra typica, ist eine Synonymbeschreibung. Mesopotamichthys gehört zusammen mit vier nah verwandten nahöstlichen Karpfenfischgattungen (u. a. Arabibarbus und Carasobarbus) die Labeobarbus-Klade innerhalb der Unterfamilie Torinae, die insgesamt 12 in Afrika und im tropisches Asien vorkommende Karpfenfischgattungen umfasst.

## Gefährdung
Mesopotamichthys sharpeyi kommt heute im größten Teil des ehemaligen Verbreitungsgebietes nicht mehr vor. Grund sind Überfischung und die Zerstörung der für die Vermehrung notwendigen Sumpfgebiete. Bestände gibt es noch in den Marschgebieten Al-Huwazah im südlichen Irak und Hawer Al-Azim im südwestlichen Iran sowie in der Tabqa-Talsperre in Syrien. Die Fischart wird deshalb in der Roten Liste gefährdeter Arten der IUCN als gefährdet („vulnerable“) geführt.

## Belege
1. 1 2 3  Brian W. Coad (2016). Cyprinidae: Garra to Vimba. Freshwater Fishes of Iran. Online (Memento des Originals vom 8. Januar 2019 im Internet Archive)  Info: Der Archivlink wurde automatisch eingesetzt und noch nicht geprüft. Bitte prüfe Original- und Archivlink gemäß Anleitung und entferne dann diesen Hinweis.
2. ↑  Mesopotamichthys sharpeyi im Catalog of Fishes (englisch)
3. ↑  Mesopotamichthys im Catalog of Fishes (englisch)
4. ↑  Lei Yang, Tetsuya Sado, M. Vincent Hirt, Emmanuel Pasco-Viel, M. Arunachalam, Junbing Li, Xuzhen Wang, Jörg Freyhof, Kenji Saitoh, Andrew M. Simons, Masaki Miya, Shunping He, Richard L. Mayden (2015): Phylogeny and Polyploidy: Resolving the Classification of Cyprinine Fishes (Teleostei: Cypriniformes). Molecular Phylogenetics and Evolution, Februar 2015, doi:10.1016/j.ympev.2015.01.014
5. ↑  Mesopotamichthys sharpeyi in der Roten Liste gefährdeter Arten der IUCN 2014. Eingestellt von: Freyhof, J., 2013. Abgerufen am 17. November 2019.